# Joey Wong
Joey Wong (in cinese 王祖賢; Taipei, 31 gennaio 1967) è un'attrice taiwanese, nota principalmente per il suo ruolo da co-protagonista nel film Storia di fantasmi cinesi diretto da Siu-Tung Ching (1987) e nei suoi due sequel.